# Cukrownia Gosławice (gromada)
Cukrownia Gosławice – dawna gromada, czyli najmniejsza jednostka podziału terytorialnego Polskiej Rzeczypospolitej Ludowej w latach 1954–1972.
Gromady, z gromadzkimi radami narodowymi (GRN) jako organami władzy najniższego stopnia na wsi, funkcjonowały od reformy reorganizującej administrację wiejską przeprowadzonej jesienią 1954 do momentu ich zniesienia z dniem 1 stycznia 1973, tym samym wypierając organizację gminną w latach 1954–1972.
Gromadę Cukrownia Gosławice z siedzibą GRN w Cukrowni Gosławice (obecnie w granicach Konina) utworzono – jako jedną z 8759 gromad na obszarze Polski – w powiecie konińskim w woj. poznańskim, na mocy uchwały nr 25/54 WRN w Poznaniu z dnia 5 października 1954. W skład jednostki weszły obszary dotychczasowych gromad Honoratka, Łężyn i Mieczysławów oraz miejscowości Pątnów (wieś) i Pątnów (folwark) z dotychczasowej gromady Pątnów ze zniesionej gminy Gosławice, a także miejscowość Kępa z dotychczasowej gromady Julia oraz miejscowości Wąsosze i Chmielnik z dotychczasowej gromady Wąsowskie Holendry ze zniesionej gminy Piotrkowice – w tymże powiecie. Dla gromady ustalono 21 członków gromadzkiej rady narodowej.
Gromadę zniesiono 31 grudnia 1967, a jej obszar włączono do gromady Gosławice w tymże powiecie.